# Xã Fulton, Quận Lancaster, Pennsylvania
Xã Fulton (tiếng Anh: Fulton Township) là một xã thuộc quận Lancaster, tiểu bang Pennsylvania, Hoa Kỳ. Năm 2010, dân số của xã này là 3.074 người.